# Catoxyethira tonyeae
Catoxyethira tonyeae is een schietmot uit de familie Hydroptilidae. De soort komt voor in het Afrotropisch gebied.